# Reșița
Reșița (în maghiară Resicabánya, în germană Reschitz, în cehă Rešice, in sârbă Решица, în croată Ričica) este municipiul de reședință al județului Caraș-Severin, Banat, România, format din localitățile componente Câlnic, Cuptoare, Doman, Reșița (reședința), Secu și Țerova,precum și din satul Moniom.

## Etimologie
Numele de Reșița poate proveni de la termenul latin recitia, care înseamnă "izvor rece", așa cum Nicolae Iorga sugera odată, presupunând că romanii au dat acest nume orașului, de la un izvor de pe valea Domanului. O altă variantă, susținută de Iorgu Iordan, ar fi aceea că vine de la un cuvânt slav: al oamenilor care au trăit în zona Carașovei la 15 km distanță, care, referindu-se la acest loc, ce în acele vremuri nu era decât un sat ca și al lor, îl numeau „u rečice” (la pârâu). Este de remarcat că multe popoare slave au orașe numite Rečice (pronunțat Recițe în limba română).

## Așezare geografică
Municipiul Reșița, reședința județului Caraș-Severin, este amplasat în sud-vestul României, în partea de nord-vest a județului, pe cursul mijlociu al râului Bârzava. Reșița este cel mai vechi centru siderurgic al României.
Orașul are formă simplă fiind așezat în mare parte pe dealuri și văile acestora, urmărind traseul străbătut de râul Bârzava, care provine dinspre Văliug, din estul orașului din Munții Semenic. Astfel că drumul principal urmărește și el traseul format de râul Bârzava între văi.

## Istorie
Istoric, localitatea este atestată din secolul al XV-lea cu numele de Rechyoka și Rechycha. Cercetările arheologice au descoperit în acest spațiu urme de locuire din perioada neolitică, dacică și romană. Este menționată în 1673 cu numele Reszinitza, ai cărei locuitori plăteau impozite către pașalâcul Timișoarei, iar în anii 1690 – 1700, izvoarele o amintesc ca depinzând de Districtul Bocșei împreună cu alte localități din Valea Bârzavei.
Conscripția din 1717 o menționează cu numele Retziza, având 62 gospodării impuse (impozitate) de către stăpânirea austriacă nou instaurată aici. Ea devine din 3 iulie 1771 locul de întemeiere a celui mai vechi și important centru metalurgic de pe continentul european. Odată cu nașterea uzinelor, se pun bazele Reșiței industriale.
Inițial, au existat doua sate apropiate - Reșița Romana (Reschiza Kamerală sau Olah Resitza) și Reșița Montana (Eisenwerk Reschitza, Nemet Reschitza sau Resiczbanya). Uzinele au fost amplasate în Reșița Montana, locuită la început de cărbunari români. Mai târziu, în 1776, au fost colonizate 70 de familii germane originare din Stiria, Carinthia și Austria de Sus, iar intre 1782 – 1787 cu familii germane din regiunea Rinului.
Între anii 1910 – 1925 , Reșița a avut statutul unei comune rurale, iar din 1925 a fost declarată oraș, consecință a recunoașterii dimensiunii sale de puternic centru al marii industrii siderurgice și constructoare de mașini din România modernă. Din 1968, prin Legea nr. 2 privind organizarea administrativă a teritoriului i s-a oferit gradul de municipiu, reședință a județului Caraș-Severin.

## Cartiere
Orașul este considerat ca fiind împărțit în două zone distincte, el fiind format din unirea a două sate distincte numite Reșița și Reșița Română, dar pentru o reprezentare mai clară orașul se împarte în trei zone, de la Nord-Vest (ieșirea spre Bocșa, Timișoara și Caransebeș) la Sud-Est (ieșirea spre munți: Văliug, Gărâna, etc.)
În Reșița se vorbesc multe limbi, dintre care cea mai vorbită este româna. Mai sunt: maghiară, sârbo-croată, germană și multe altele.
| Numele cartierului | Nume oficial   | Fostul nume    | Nume ocazional        |
| --- | -------------- | -------------- | --------------------- |
| Orașul Nou | Lunca Bârzavei | Reșița Nouă    | Reșița Nord Govândari |
| construit după 1965, conține următoarele zone: - Micro(raion) I - Micro(raion) II - Micro(raion) III - Micro(raion) IV - Calea Timișoarei                                                               |                |                |                       |
| Centrul orașului | Centru         | Reșița Română  | Reșița Sud            |
| construit după instalarea socialismului în România în 1947, conține următoarele zone: - Centru - Valea Domanului - Lunca Pomostului - Moroasa I și II - Reșița Română - Colonia Poiana Golului - Mociur |                |                |                       |
| Orașul Vechi | Muncitoresc    | Reșița Montană | Reșița veche          |
| conține următoarele zone: - Driglovățul Nou - Driglovăț Vechi - Stavila - Minda - Bașovăț - Lend sau Marginea Lend                                                                                      |                |                |                       |
| Auxiliare |                |                |                       |
| Sate alăturate ce sunt considerate cartiere ale orașului : - Moniom - Câlnic - Doman - Cuptoare - Secu - Țerova                                                                                         |                |                |                       |

Sub aspect urbanistic, Reșița a cunoscut de asemenea, importante realizări: cartiere întregi de locuințe ridicate în lunca Pomostului, pe Moroasa și lunca Bârzavei. La Reșița funcționează un teatru, numit „George Augustin Petculescu" în clădirea Palatului Cultural (fostul Cinematograf Cultural), clădire monument istoric, imobilul este restaurat în perioada 2007-2010 de către Consiliul Județean Caraș Severin după preluarea de la Asociația Plugarilor din Reșița Română, Casa de Cultură a Sindicatelor, un cinematograf „Dacia”, situat în orașul nou, reabilitat de către Consiliul Local al Municipiului Reșița și modernizat, putând fi vizionate filme 3D pe unul din cele mai mari ecrane din tară. În trecut a existat și un alt cinematograf „Casa Muncitorească", clădire în care a funcționat clubul muncitoresc înainte de perioada comunistă, dar după 1989 autoritățile au închiriat o parte a clădiri (holul de acces) unei societăți comerciale care a organizat discotecă. Din cauze necunoscute, în anul 2002 (14/15 august) clădirea a ars, în prezent ea fiind demolată.
Orașul are în componență localitățile: Câlnic (Kölnök), Cuptoare (Kuptore), Doman (Domány), Moniom (Monyó), Secu (Székul; Sekul) și Țerova  (Krassócser).
Localitățiile componente, sunt considerate cartiere: Câlnic, Țerova, Secu și Cuptoare, iar Moniom este sat aparținător Municipiului Reșița. Localitățiile care aparțin municipiului Reșița sunt menționate în izvoare după cum urmează : Țerova – 1433 (Cherova), 1597 (duc Czerova), 1717 (Zerob), 1716-1723 (Zarnova), 1779 (Zerchova); Doman – 1370 ; Câlnic – 1597 (Kalnic); Moniom – 1587 (Manihom); • Secu – Cuptoare – 1673, 1690 – 1700 (Kuptora), 1851 (Kuptore).

## Industrie

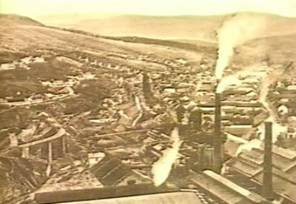
Vedere a uzinelor din Reșița la începutul secolului 20

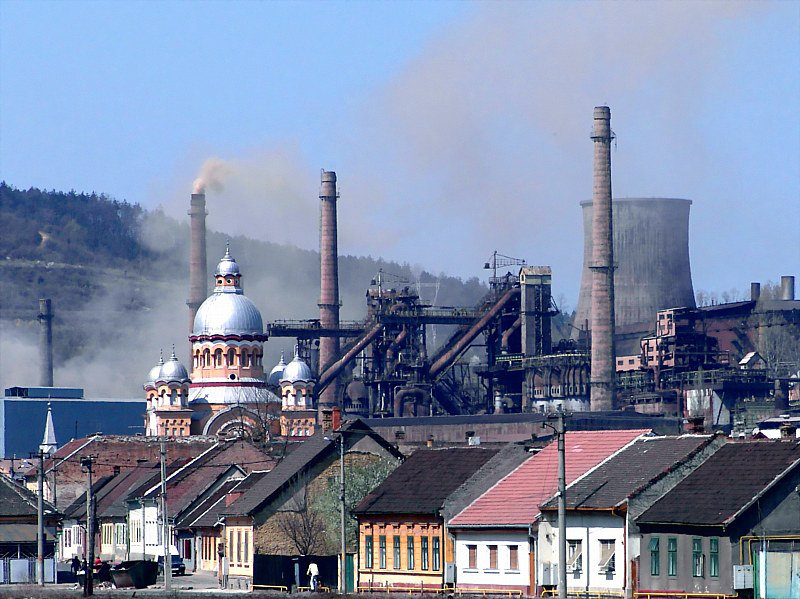
Vedere a uzinelor din Reșița astăzi

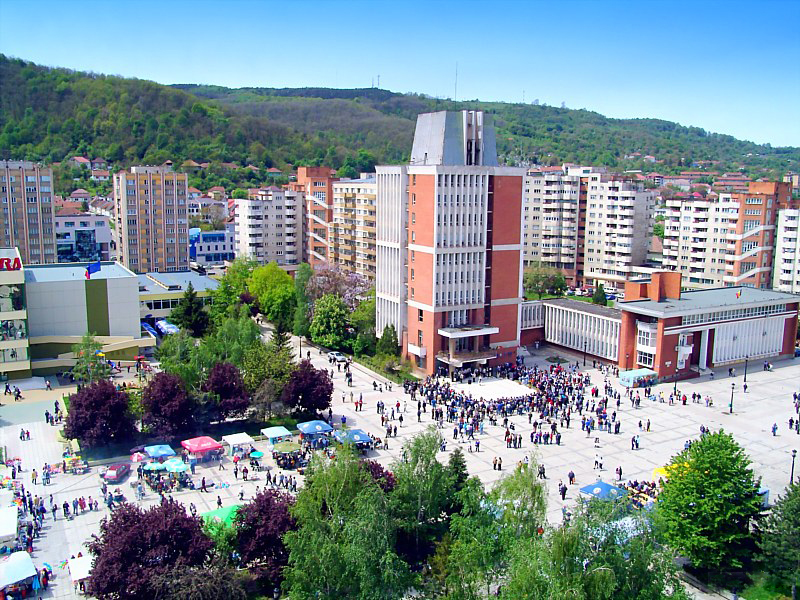
Centrul orașului.

Reșița a fost considerat mult timp ca fiind unul din marile centre industriale ale României, având influențe în industria siderurgică (fontă, oțel, laminate), a construcțiilor de mașini (electrice și diesel, utilaj petrolier, siderurgic și chimic, material rulant), chimică (chimizarea lemnului, cocs). Are o populație de 83.985 locuitori (la nivelul anului 2004). Este un important centru industrial în prelucrarea oțelului și construcția de mașini. C.S.R. (Combinatul Siderurgic Reșița)- în prezent TMK-Reșița și U.C.M.R. (Uzina Constructoare de Mașini Reșița) sunt uzinele care au susținut orașul și l-au ținut în viață mai bine de 300 de ani. Primele uzine au fost fondate în 1771, în timpul domniei împărătesei Maria Terezia. La 3 iulie 1771 au fost inaugurate primele furnale înalte de pe actuala vatra a furnalelor din cadrul SC TMK Reșița SA. În trecut au fost cunoscute sub denumirea de Uzinele și Domeniile Reșița sau UDR, așa cum se poate citi pe unele locomotive cu aburi fabricate la Reșița, filiala Fabricii de Locomotive a StEG de la Viena⁠(en)[traduceți].

### Istoric
În 1872 (la mai puțin de 50 de ani de la inventarea locomotivei cu aburi în Anglia) uzina din Reșița produce prima locomotivă din spațiul central-estic European, denumită „Resicza”, având numărul de circulație 2 (numărul 1 fiind atribuit locomotivei „Szekul” fabricată la Viena), cu ecartament de 948 mm, proiectată de John Haswell - directorul fabricii de locomotive „St. E. G." din Viena, locomotivă destinată transporturilor interne uzinale. Începând cu anul 1872 uzinele „St. E. G." de la Reșița produc pentru căile ferate europene: 16 macarale, 18 rezervoare pentru castelele de apă, 110 plăci pentru întoarcerea locomotivelor, 514 inimi de încrucișare pentru macaze, 793 de tampoane.
Începând cu anul 1920 la „Uzinele Domeniilor" din Reșița și la „Uzinele Nicolae Malaxa" din București începe proiectarea și construcția următoarelor tipuri de locomotive:
- seria 230 pentru trenuri de călători (1932-1936)
- seria 142 pentru trenuri grele de călători (1937-1940)
- seria 50 pentru trenuri de marfă (1926-1936)
- seria 150 pentru trenuri grele de marfă (1947-1960)
- seria 131 pentru trenuri de călători pe linii secundare (1939-1942)
- seria 151 prototipuri pentru trenuri grele (1938-1939).

În anul 1926 se produce la Reșița locomotiva cu abur 50.243 „Regele Ferdinand", prima locomotivă construită în România în perioada interbelică. Datorită succesului în construcția de locomotive la Reșița și Malaxa, începând cu anul 1930, în România nu s-a mai importat nici o locomotivă.
Între anii 1926-1960 în România s-au construit 1207 locomotive cu abur, reprezentând 10 tipuri pentru cale normală și trei tipuri pentru cale îngustă. Din acestea s-au fabricat 797 la „Uzinele Reșița" și 410 la „Uzinele Malaxa" din București. În anul 1960 producția de locomotive cu abur s-a sistat, industria românească profilându-se pe producția de locomotive diesel și electrice. Locomotivele cu abur au funcționat în exploatarea C.F.R. până în anul 1980. În perioada 1980-1998, locomotivele cu abur au fost casate in proporție de 98%.

## Educație
- Universitatea „Babeș-Bolyai“ Reșița;
- Colegiul Național „Traian Lalescu” Reșița;
- Colegiul Tehnic Reșița;
- Colegiul Economic al Banatului Montan;
- Liceul de Arte „Sabin Păuța” Reșița;
- Colegiul Național „Diaconovici-Tietz” Reșița (începând cu anul școlar 2016-2017);
- Liceul Teoretic „Traian Vuia” Reșița;
- Colegiul Național „Mircea Eliade” Reșița (incepând cu 15.09.2013);
- Liceul Teologic Baptist;
- Școala Populară de Arte și Meserii „Ion Romanu" Reșița;
- 6 școli generale și 7 grădinițe.

Aici ar putea fi nominalizate și:
- Clubul Sportiv Școlar Reșița;
- Palatul Copiilor Reșița.

## Politică
Municipiul Reșița este administrat de un primar și un consiliu local compus din 21 consilieri. Primarul, Ioan Popa[*], de la Partidul Național Liberal, este în funcție din 2016. Începând cu alegerile locale din 2024, consiliul local are următoarea componență pe partide politice:
|  | Partid                          | Consilieri | Componența Consiliului | Componența Consiliului | Componența Consiliului | Componența Consiliului | Componența Consiliului | Componența Consiliului | Componența Consiliului | Componența Consiliului | Componența Consiliului | Componența Consiliului | Componența Consiliului | Componența Consiliului | Componența Consiliului |
|  | ------------------------------- | ---------- | ---------------------- | ---------------------- | ---------------------- | ---------------------- | ---------------------- | ---------------------- | ---------------------- | ---------------------- | ---------------------- | ---------------------- | ---------------------- | ---------------------- | ---------------------- |
|  | Partidul Național Liberal       | 13         |                        |                        |                        |                        |                        |                        |                        |                        |                        |                        |                        |                        |                        |
|  | Partidul Social Democrat        | 6          |                        |                        |                        |                        |                        |                        |                        |                        |                        |                        |                        |                        |                        |
|  | Alianța pentru Unirea Românilor | 2          |                        |                        |                        |                        |                        |                        |                        |                        |                        |                        |                        |                        |                        |

### Primari
- 1990: Barbu Enache (FSN)
- 1991: Șerban Antonescu
- 1992-2004: Mircea Ioan Popa (independent)
- 2004-2008: Liviu Spătaru (PNL)
- 2008-2015: Mihai Stepanescu (mandatul 2008-2012 - independent; mandatul 2012-2015 - PSD)
- din 2016: Ioan Popa (PNL)

## Obiective turistice și patrimoniu cultural
- „Muzeul de Istorie al Banatului Montan" înființat în 1959.[7]

- Muzeul de Locomotive cu Aburi, în care sunt expuse 14 locomotive, 12 produse la Reșița în decursul a peste 100 de ani (1872-1959), una fabricată la Viena și una fabricată la Kassel
- Grădina Zoologică „profesor Ion Crișan”
- Casa de Cultură a Sindicatelor
- Teatrul G.A. Petculescu
- Palatul Cultural (o perioadă a funcționat ca cinematograf, în prezent fiind sediul Teatrului de Vest), 1928
- Biblioteca Județeană Paul Iorgovici, Secția Engleză, Secția Franceză, Secția Germană
- Biblioteca Municipală Reșița (funcționează sub tutela Consiliului Local al Municipiului Reșița)
- Cazinoul Român, (Cazina), 1/4 sec. XX
- Biserica Evanghelică, sec. XIX /1901
- Casa Neff I cu baia publică, 4/4 sec. XIX
- Sinagoga, sec. XIX
- Uzina hidroelectrică Grebla și Castelul de apă din amonte, 1903-1909
- Biserica Maria Zăpezii din Reșița, 1852
- Catedrala Ortodoxă Română Reșița Montană, „Adormirea Maicii Domnului”, 1936
- Gara Reșița Sud, 1932/1914
- Podul de la vamă, 1931, primul pod nituit și sudat din țară
- Ansamblu de clădiri muncitorești și de raport din secolul XIX
- Biserica tip sală și necropolă medievală, sec. XIV–XV, cartier Moroasa
- Atracții botanice - printre acestea se numără unele specii de arbori foarte rari în Europa

## Demografie
Componența etnică a municipiului Reșița
     Români (76,19%)
     Maghiari (1,41%)
     Romi (1,13%)
     Germani (1,09%)
     Alte etnii (1,27%)
     Necunoscută (18,91%)
Componența confesională a municipiului Reșița
     Ortodocși (68,85%)
     Romano-catolici (4,75%)
     Penticostali (2%)
     Baptiști (1,76%)
     Alte religii (2,82%)
     Necunoscută (19,81%)
Conform recensământului efectuat în 2021, populația municipiului Reșița se ridică la 58.393 de locuitori, în scădere față de recensământul anterior din 2011, când fuseseră înregistrați 73.282 de locuitori. Majoritatea locuitorilor sunt români (76,19%), cu minorități de maghiari (1,41%), romi (1,13%) și germani (1,09%), iar pentru 18,91% nu se cunoaște apartenența etnică. Din punct de vedere confesional, majoritatea locuitorilor sunt ortodocși (68,85%), cu minorități de romano-catolici (4,75%), penticostali (2%) și baptiști (1,76%), iar pentru 19,81% nu se cunoaște apartenența confesională.

### Evoluție istorică
În anul 1930 Reșița avea o populație de 19.868 de locuitori, dintre care 10.637 germani (53,5%), 5.851 români (29,4%), 2.127 maghiari (10,7%), 381 cehi și slovaci, 300 evrei, 257 țigani ș.a. Din punct de vedere confesional, populația orașului era alcătuită din 12.352 romano-catolici (62,1%), 5.439 ortodocși (27,3%), 633 greco-catolici (3,1%), 531 reformați (2,6%), 431 lutherani, 348 mozaici, atei ș.a.

### Structură etnică
020.00040.00060.00080.000100.000188019101948196619922011populațiePopulația istorică din Reșița
Date: Recensăminte sau birourile de statistică - grafică realizată de Wikipedia

## Transport

### Transportul public

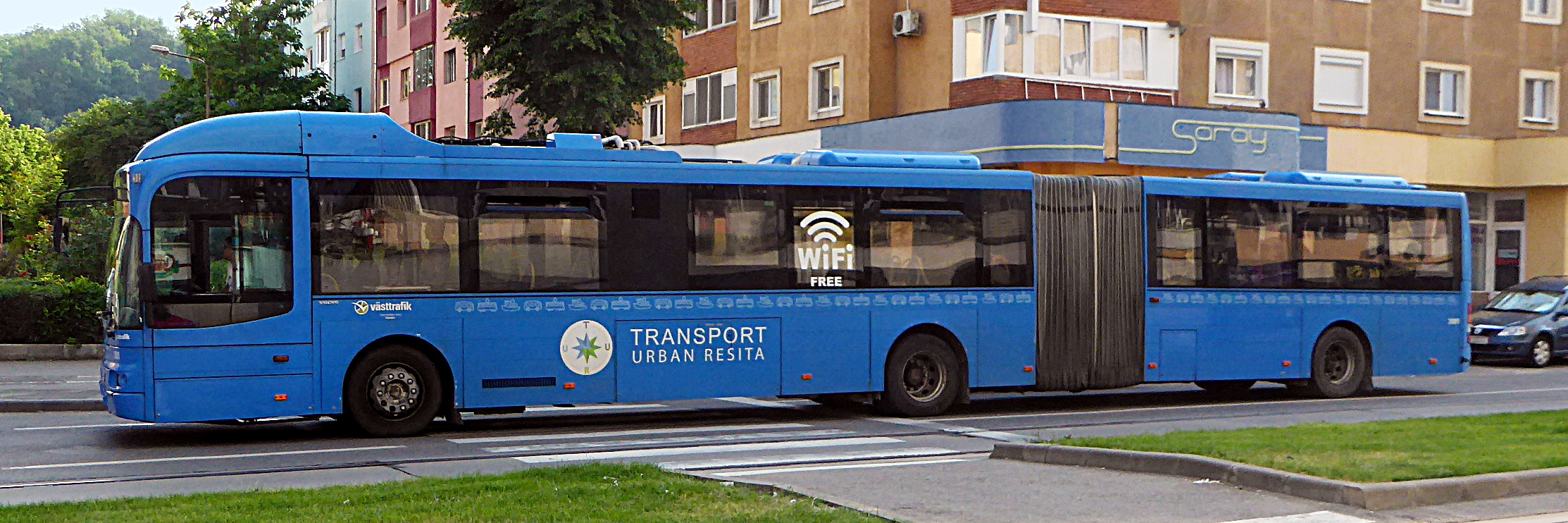
Autobuz articulat al TUR Reșița

Transportul public din Reșița este format din 6 linii de autobuz și o linie de tramvai și a fost operat de Prescom (actualmente desființată). În prezent, este operat de Transport Urban Reșița (TUR).

#### Autobuze

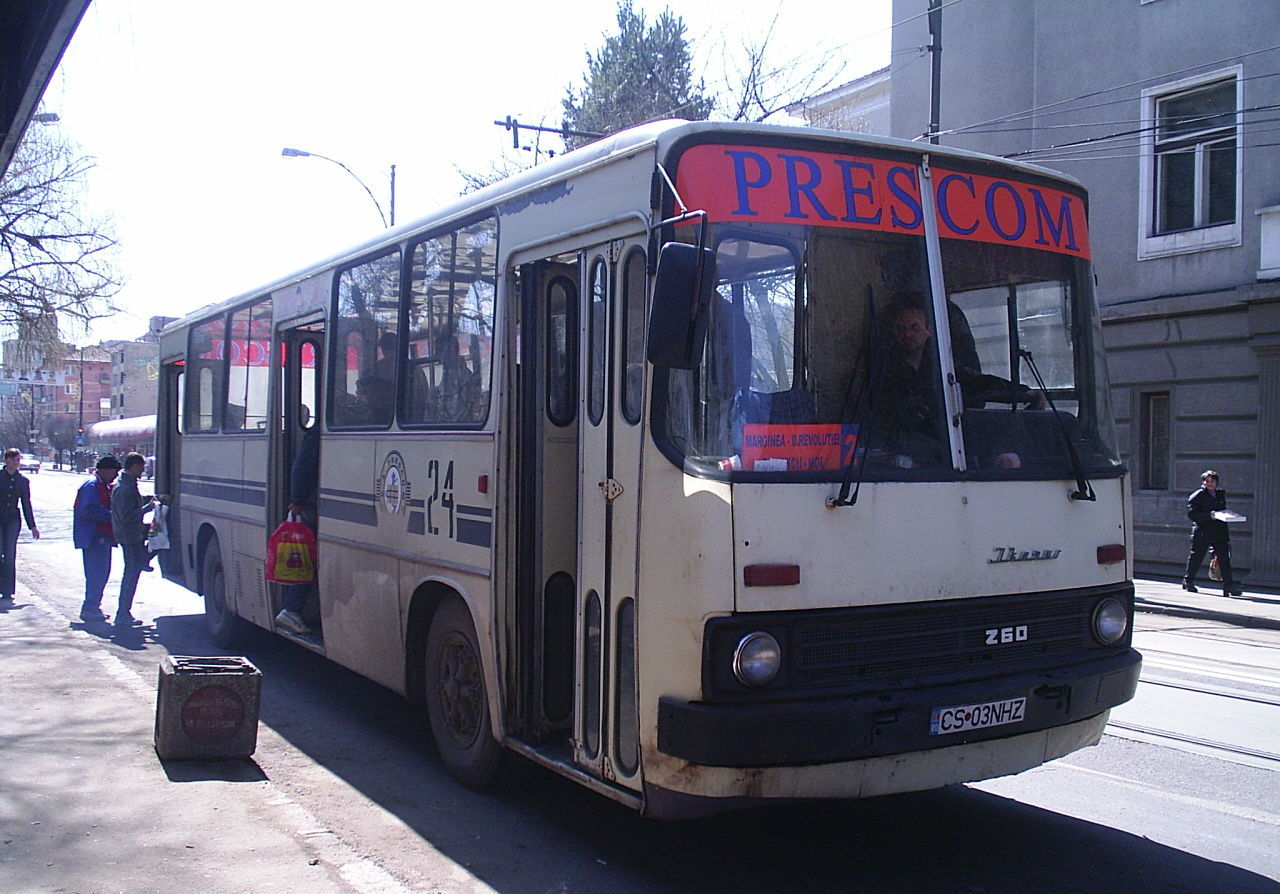
Autobuz Ikarus 260 al Prescom Reșița

Flota de autobuze a Reșiței constă din 25 de autobuze circulând pe 6 linii:
- 1: Marginea – Minda/Piața Repbulicii – Mol/Mopar/Molizilor
- 2: Minda/Piața Repbulicii – Mol/Mopar/Molizilor
- 3: Fabrica de Pâine - Marginea – Minda/Piața Repbulicii – Mol/Mopar/Molizilor
- 4: Moroasa II – Lend/Baraj (barajul Lacului Secu) – CET – Molizilor – Moroasa II
- 8: Intim – Moniom – Intim
- 9: Intim – Țerova – Intim
- 10: Nera – Doman – Nera
- 11: Piața Republicii – Minda – Cuptoare – Piața Republicii

În 2009, flota de autobuze a Reșiței a fost modernizată.

#### Tramvaie
Articol principal: Tramvaiul din Reșița

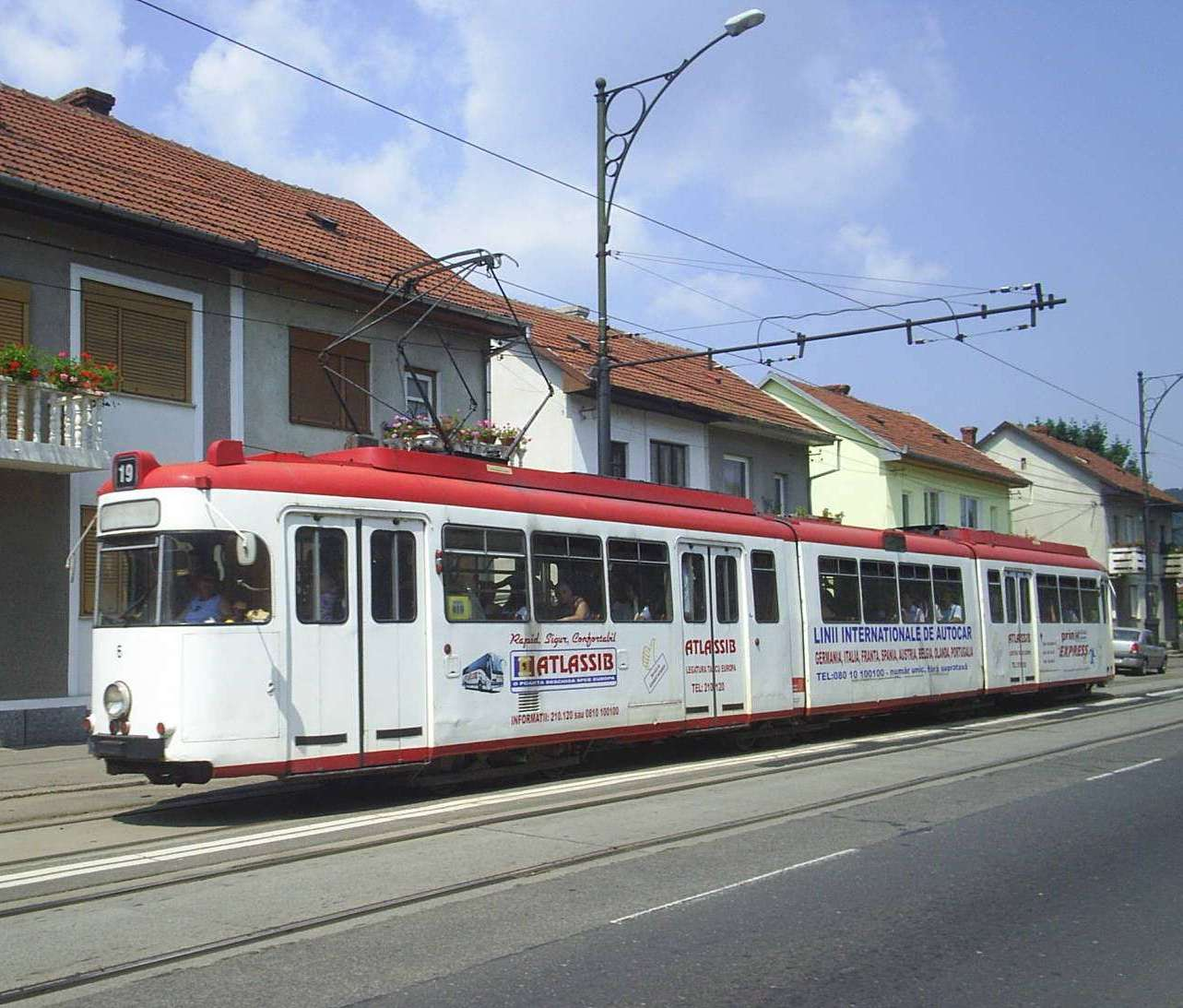
Tramvai GT8 folosit în Reșița

Tramvaiele au fost scoase din funcțiune. Începând din 2008, noul primar și-a anunțat intenția de a scoate din funcțiune toate tramvaiele și de a le înlocui cu autobuze moderne care respectă standardele UE.
Cele 2 linii de tramvai erau linia Renk-Muncitoresc (1) și linia Renk-Stavila (1b), care era practic o extindere a liniei Renk-Muncitoresc, dar pe această linie erau doar 3 tramvaie. Flota completă de tramvaie era formată din aproximativ 28 de tramvaie. Ultimele tramvaie au fost modelele GT8 și N importate din Germania (Dortmund și Frankfurt) și au înlocuit pe deplin fostele tramvaie Timiș 2 pre-89 în 2002.
În 2017 s-a anunțat că a fost creată o nouă companie care să se ocupe de problema transportului public, numită Transport Urban Reșița (TUR), constând dintr-o flotă de autobuze și tramvaie de standarde moderne pentru pasageri, aducând un sistem de transport nou și eficient înapoi la Reșița.

### Transport feroviar
Vezi și: Regiotrans

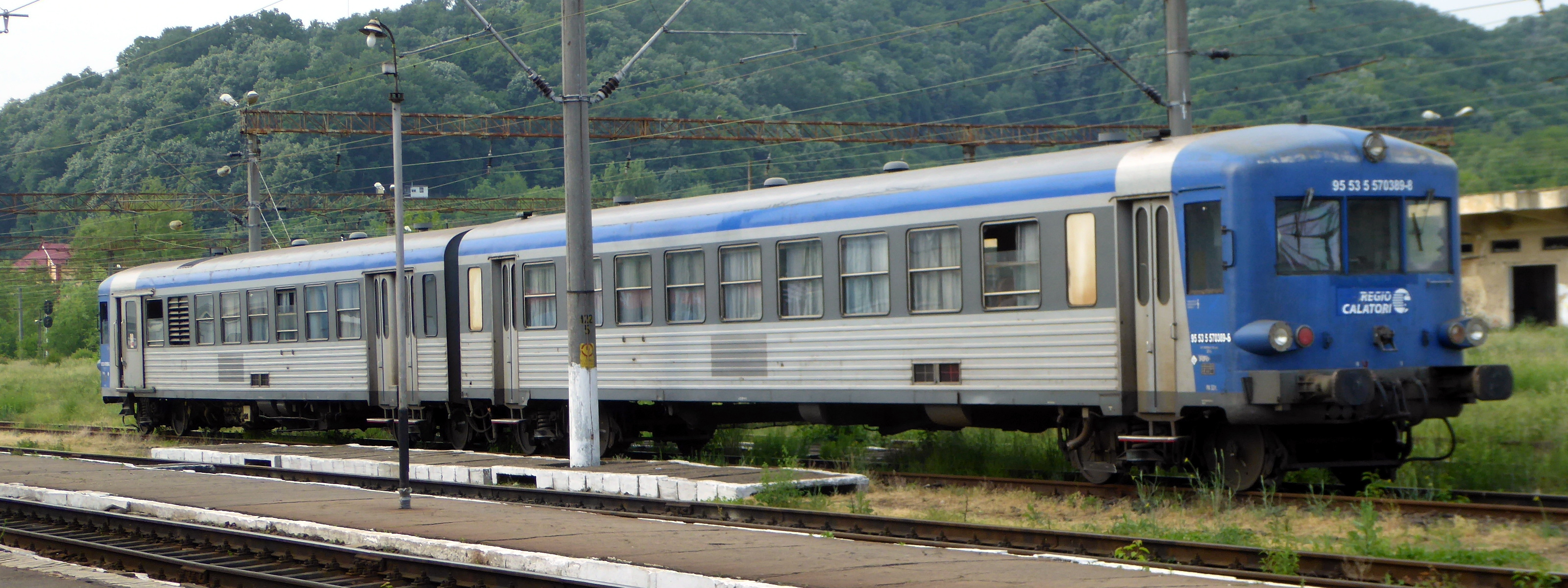
Automotor al companiei Regio Călători în Gara Reșița Nord

Reșița este deservită de două gări: Gara Reșița Nord și Gara Reșița Sud, fiind situată pe calea ferată București-Craiova-Timișoara.

### Transport rutier
Reșița are un drum principal cu 4 benzi care leagă cartierul Stavila de cartierul Calnic. Acest drum principal trece prin aproape toate cartierele importante din Reșița. Restul cartierelor din Reșița sunt accesibile prin drumuri secundare cu 2 benzi sau drumuri cu o singură bandă. Drumurile din Reșița sunt de obicei bine întreținute, în special drumul principal, dar pe drumurile secundare există ocazional găuri. Indicatoarele rutiere sunt de obicei bine amplasate și bine întreținute, iar traficul este de obicei prietenos, iar ambuteiajele sunt un mit. Accidentele sunt foarte rare și aproape niciodată fatale. Extern Reșița este conectată prin drumuri naționale la Caransebeș (Continuare spre București) și respectiv Timișoara. Există, de asemenea, 3 drumuri județene care leagă Reșița de Oravița, Năidaș și, respectiv, Anina.

## Împrejurimi

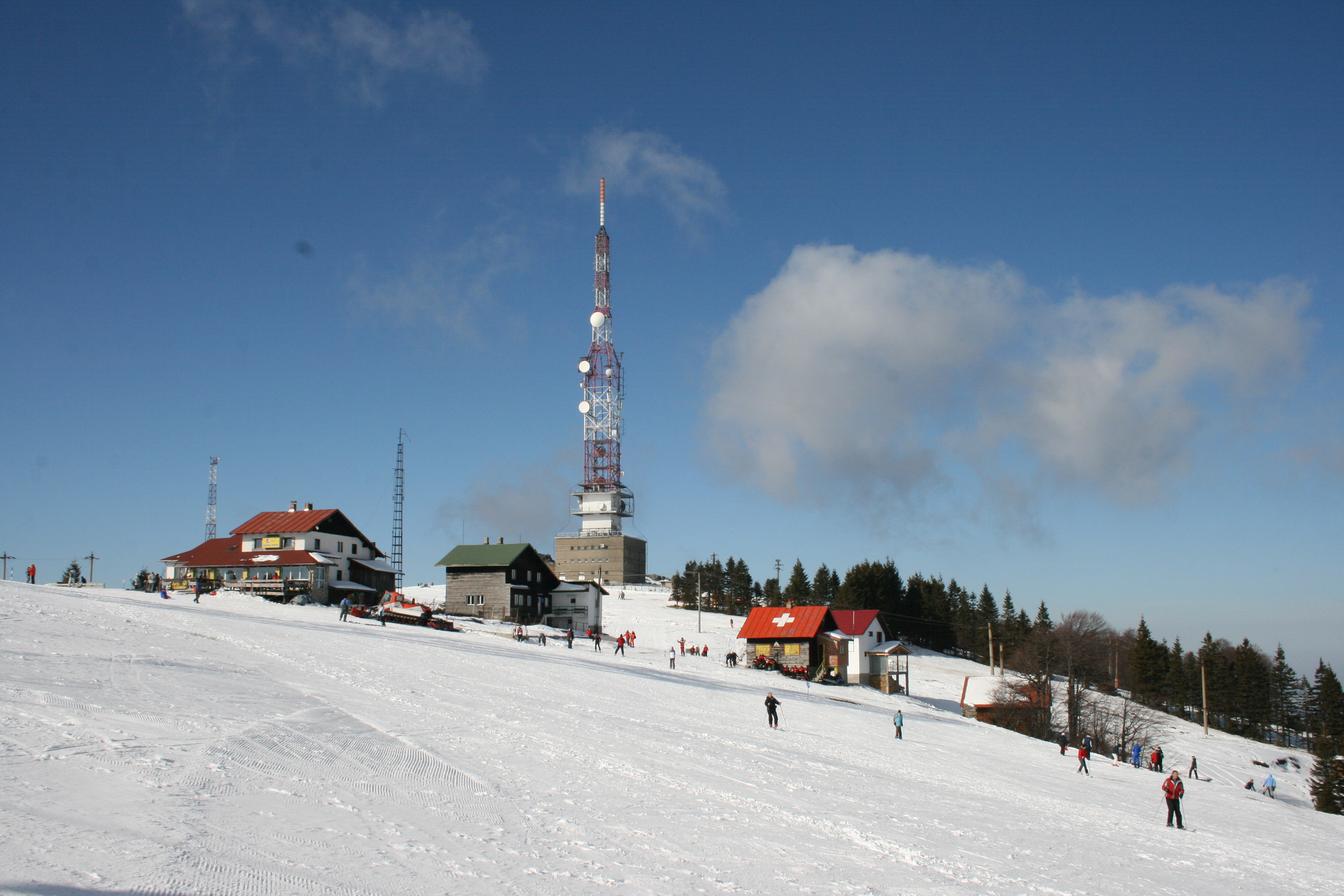
Vedere din stațiunea montană Semenic

- Secu - lacul de acumulare cel mai apropiat de Reșița, care alimentează Reșița cu apă potabilă.[7]
- Văliug - așezare creată după 1780 de oamenii care pregăteau cărbune de lemn pentru uzinele din Reșița. În 1908 - 1909 a fost construit aici un lac de acumulare (Lacul Vechi - Breazova) de circa 12 ha, pentru necesitățile uzinelor siderurgice; după înființarea unor noi furnale și oțelării s-a realizat un al doilea lac (56 ha), lung de peste 3 km și având un debit de 10 milioane mc apă.[7]
- Crivaia - de la Văliug încă 5 km, la extremitatea sudică a acestuia, într-o frumoasă poiană străbătută de apa Bârzavei.[7]
- Semenic - 10 km de la Văliug, stațiune turistică cu pârtii de schi de nivel mediu și pentru începători.[7]
- Gărâna, Wolfsberg denumirea în germană - sat cu folclor interesant, deși în momentul de față populația de origine germană a emigrat aproape în totalitate, satul s-a transformat într-o zonă turistică și începând cu 1993, anual, aici are loc la mijlocul lunii iulie Festivalul de Jazz de la Gărâna (Gărâna Jazz Festival, titlul original în limba engleză) în Poiana Lupului.[7]
- Trei Ape - Stațiune turistică cu lac de acumulare situat la sud de comuna Brebu Nou. De la baza acestui lac izvorăște râul Timiș. Lacul adună apele pâraielor Brebu, Grădiște și Semenic, iar apa de deversare din lac împreună cu izvorul de la baza acestuia formează râul ce a fost amintit mai devreme.[7]
- Peștera Comarnic - cea mai lungă peșteră din Banat.[7]
- Cheile Carșului - Chei lungi de circa 15 km ce ajung până aproapre de Carașova.[7]
- Peștera Popovăț - galerii de 1.120 m, dispuse pe două etaje.[7]
- Dognecea - așezare cu trecut bogat; mine de aur și argint exploatate de romani. În nordul localității există două lacuri de acumulare - Lacul Mic, numit și Lacul nuferilor, declarat rezervație botanică, și Lacul Mare, numit și „La Zid”, din cauza barajului construit pe pârâul Dognecea.[7]
- Ocna de Fier - așezare minieră (s-a exploatat minereu de fier pentru furnalele de la Reșița), in localitate există „Muzeul de Mineralogie Estetică a Fierului” fondat de dl. Constantin Gruescu. Tot în această localitate se îmbuteliază apa minerala „Aura” și „Perena”, ape provenind din izvoarele din zonă.
- Ramna - în apropiere, urmele unei așezări romane din secolul II e.n..[7]
- Biniș - vechi și vestit centru bănățean de ceramică nesmălțuită unde se mai practică încă olăritul.[7]
- Berzovia - localitate menționată în singurul fragment rămas din cronica războiului purtat de Traian împotriva dacilor.[7]
- Ezeriș - important punct fosilifer, cu exemplare de faună terțiară (gasteropode, lamelibranchiate)
- Brebu Nou, situat lângă Lacul Trei Ape
- Lindenfeld - fost sat de pemi, colonizat în aceiași perioadă ca și Gărâna și Brebu Nou, în prezent nu mai locuiește nimeni.

## Personalități
- Corneliu Diaconovici (1859–1923), publicist, redactor și director al mai multor ziare și reviste
- Max Friedmann (1864-1936), antreprenor și om politic austriac
- Valeriu Traian Frențiu (1875–1952), preot, doctor în Teologie, episcop român unit cu Roma beatificat
- Ioan Roșiu (1882–1962), deputat în Marea Adunare Națională de la Alba Iulia 1918
- Anton Breitenhofer (1912–1989), ziarist și prozator, demnitar comunist;
- Josef Puvak (1913 - 2008), scriitor;
- Constantin Lucaci (n. 1923 în localitatea Bocșa - d. 2014), sculptor monumentalist - a realizat Fântâna Cinetică din centrul Reșiței și monumentul din Parcul Tricolorului;
- Doru Popovici (1932–2019), compozitor, muzicolog, scriitor și profesor;
- Ciprian Foiaș (1933 – 2020), matematician.
- Dan Farcaș (n. 1940), matematician, informatician, scriitor, ufolog;
- Sabin Păuța (n.1943), dirijor, compozitor și profesor universitar doctor. Sabin Păuța s-a stabilit în America în anii '80, unde a condus Filarmonica din New Jersey, a revenit în Reșița în 2009;
- Marius Țeicu (n. 1945), compozitor;
- Stela Enache (n. 1950), solistă vocală;
- Jan Cornelius (n. 1950), scriitor de limba germană, traducător, dramaturg;
- Werner Stöckl, (n. 1952), jucător de handbal, campion mondial 1974;
- Sorin Frunzăverde (1960–2019), om politic român, președinte al Consiliului Județean Caraș-Severin, deputat în Parlamentul României, deputat în Parlamentul European, ministru în 4 guverne, doctor în științe economice și doctor în științe militare;
- Teodora Ungureanu, (n. 1960), gimnastă română de talie mondială;
- Lucien Hora (n. 1961), pilot sportiv auto;
- Cristian Buică (n. 1960), cântăreț de muzică folk;
- Dinu Olărașu (n. 1962), cântăreț de muzică folk;
- Maria Gheorghiu (n. 1963), cântăreață de muzică folk;
- Marius Iriza (n. 1968), deputat, membru PRM
- Francisc Vaștag (n. 1968), campion mondial la box;
- Marius Tobă (n. 1968), gimnast;
- Costel Stancu (n. 1970), poet;
- Simona Richter (n. 1972), sportivă;
- Florin Șerban (n. 1975) este un regizor român, cunoscut pentru filmul Eu când vreau să fluier, fluier cu care a câștigat Ursul de Argint la a 60-a ediție a Festivalului Internațional de Film de la Berlin din 2010;
- Cristian Chivu (n. 1980), jucător de fotbal;
- Eduard Cristian Zimmermann (n. 1983), jucător de fotbal;
- Cosmin Moți (n. 1984), jucător de fotbal;
- Cristian Scutaru (n. 1987), jucător de fotbal;
- Flavius Koczi (n. 1987),  gimnast artistic;
- Cristian Danci (n. 1988), fotbalist.

## Galerie

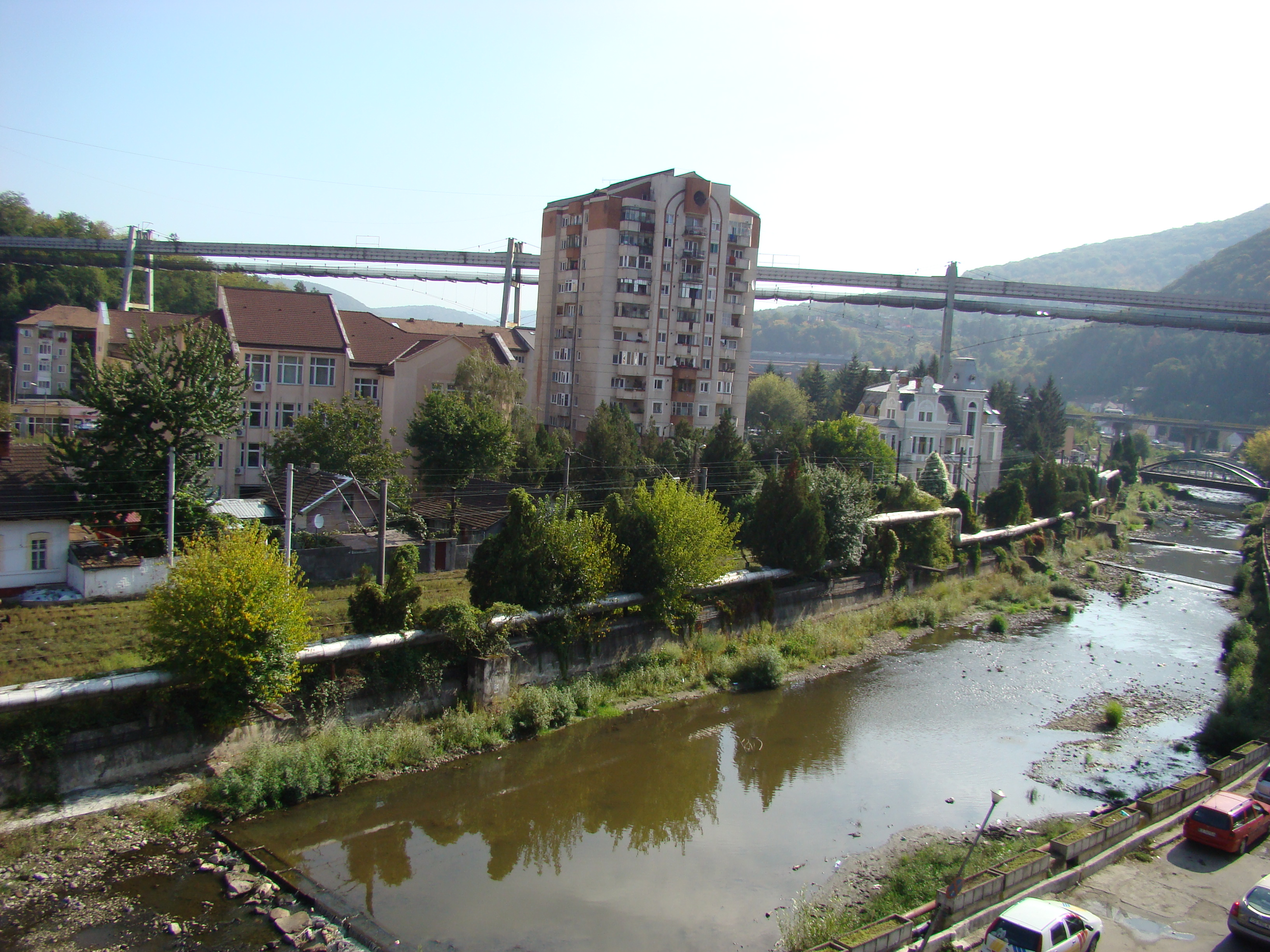
Imagine panoramică cu valea Bârzavei
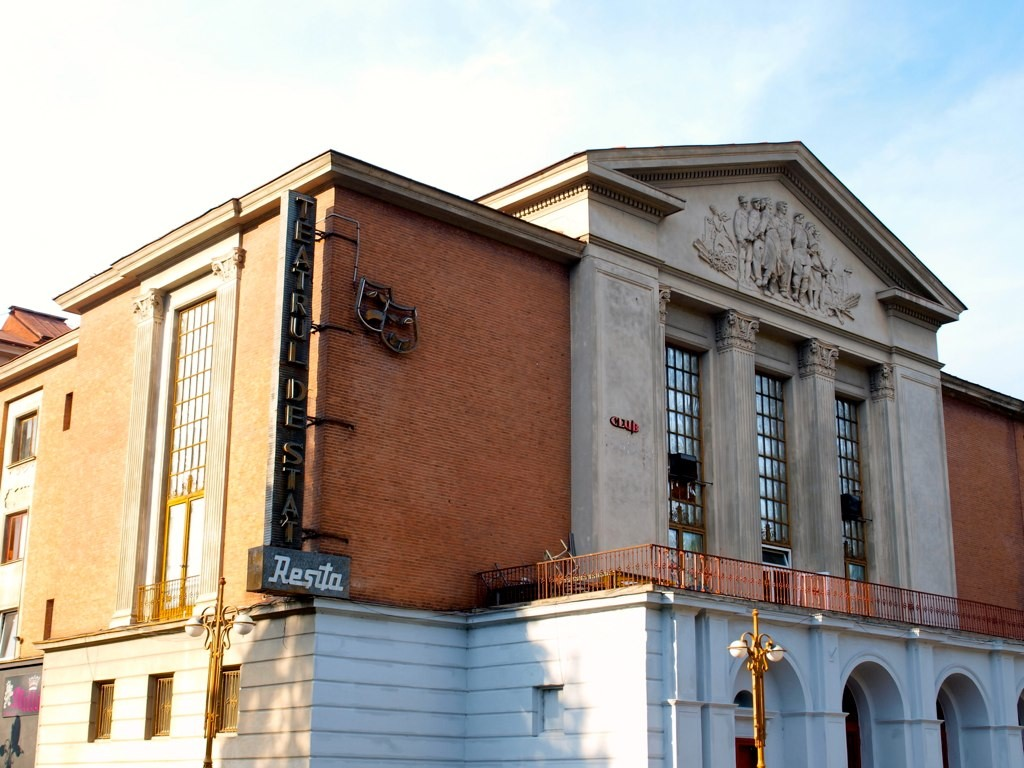
Casa de cultură
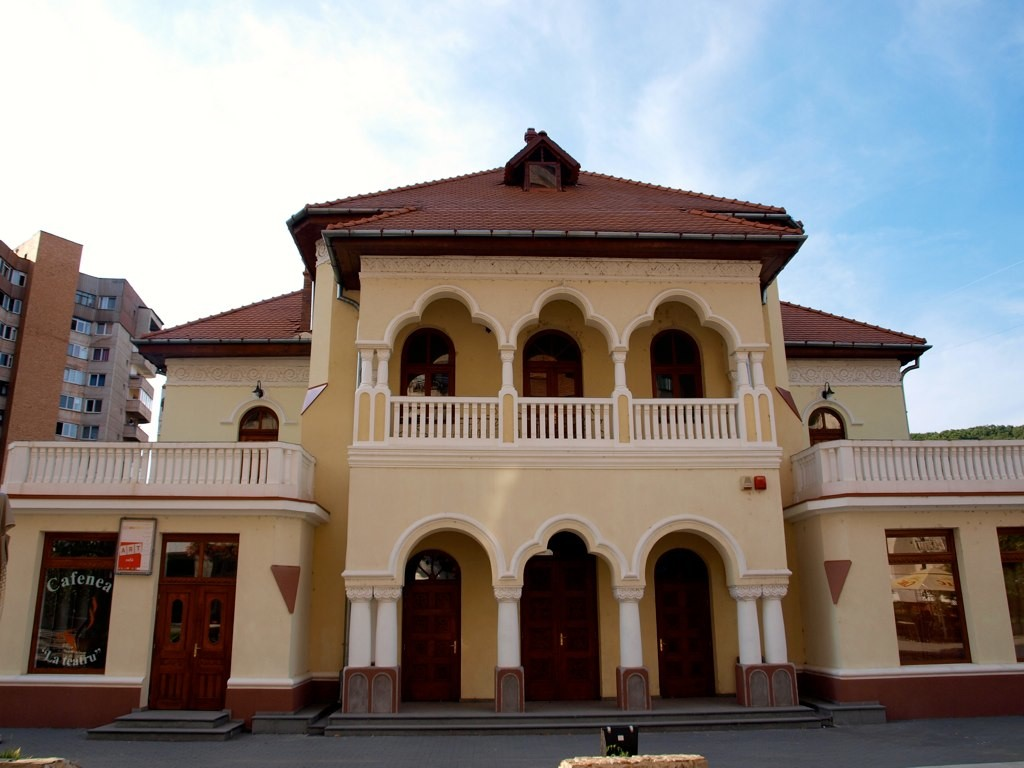
Palatul Cultural, sediul Teatrului de Stat G.A. Petculescu
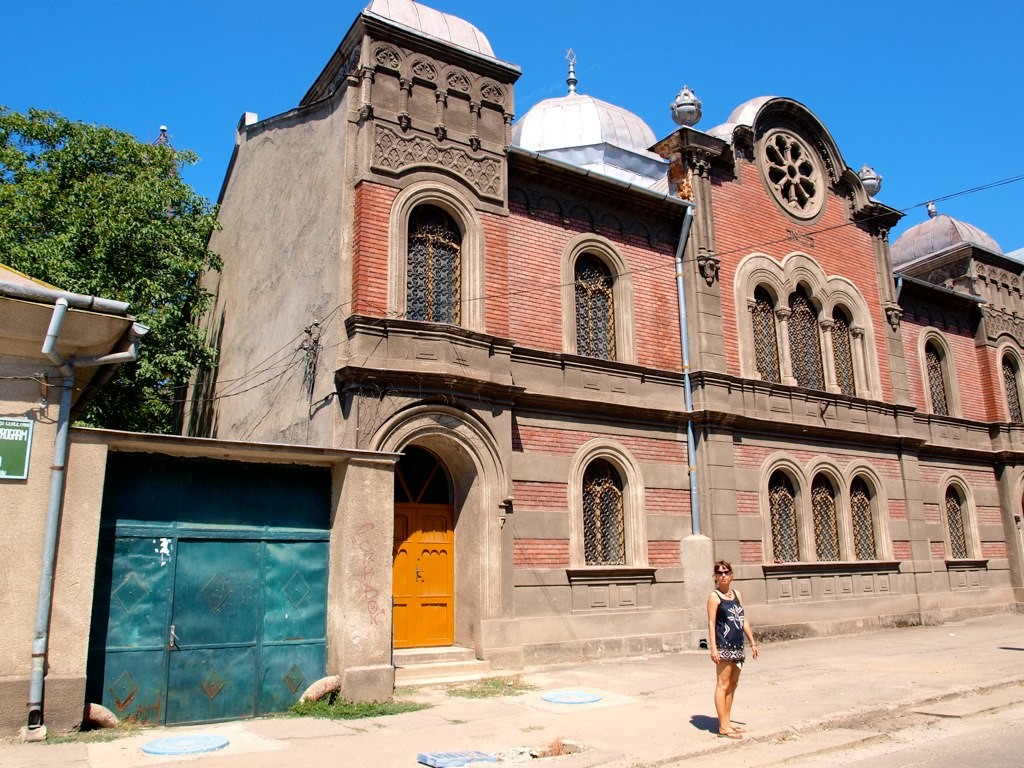
Sinagoga
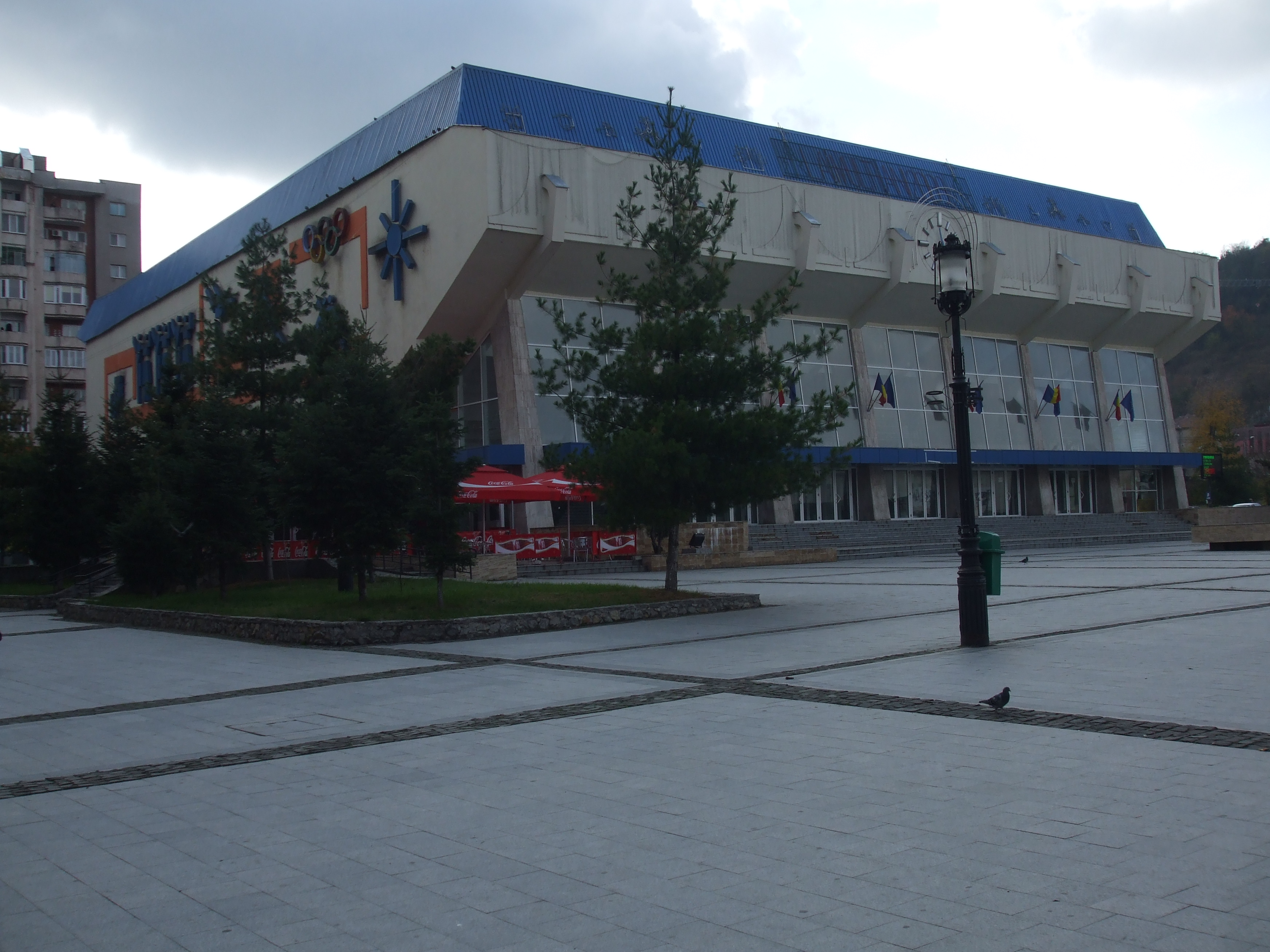
Sala Polivalentă
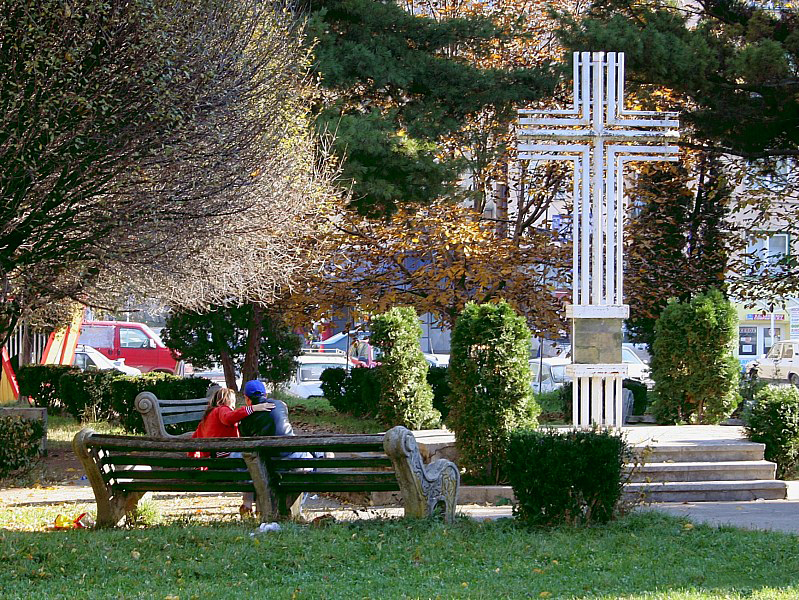
Parcul
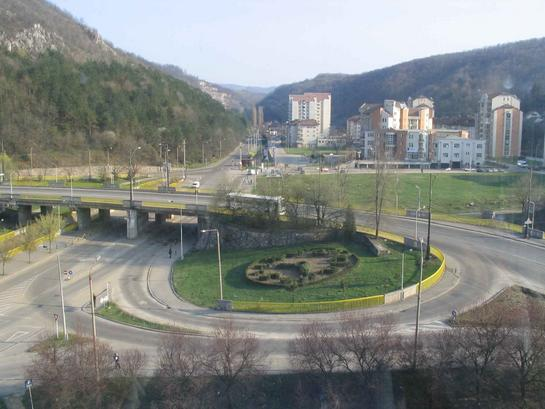
Ceasul Verde
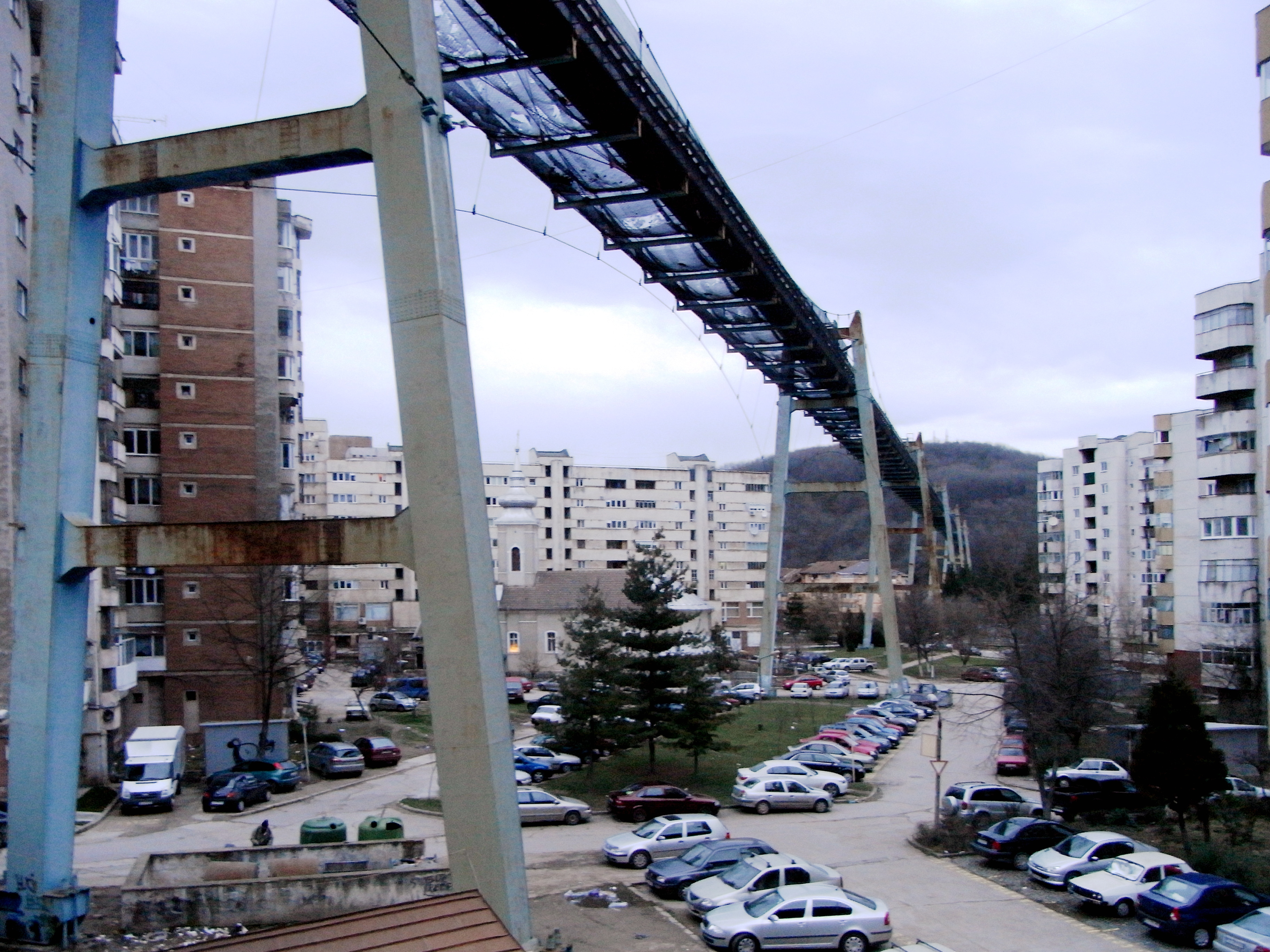
Funicularul
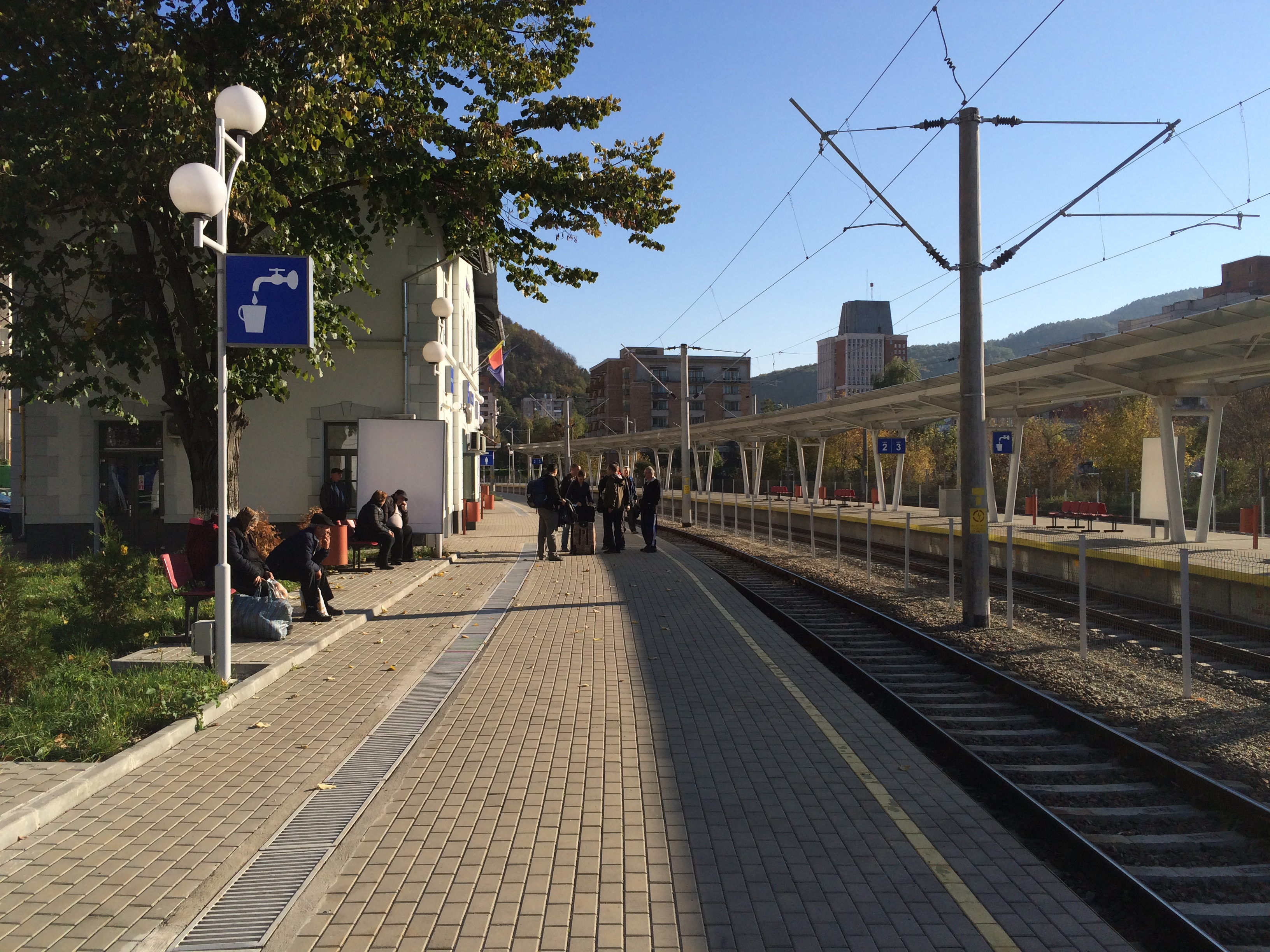
Gara
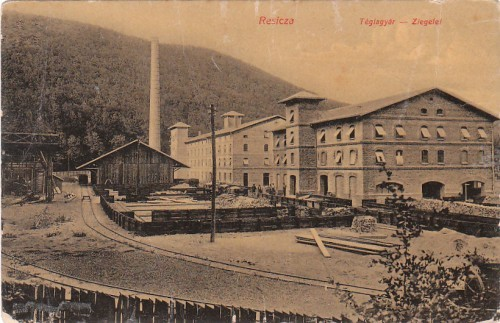
Fabrica istorică de cărămidă
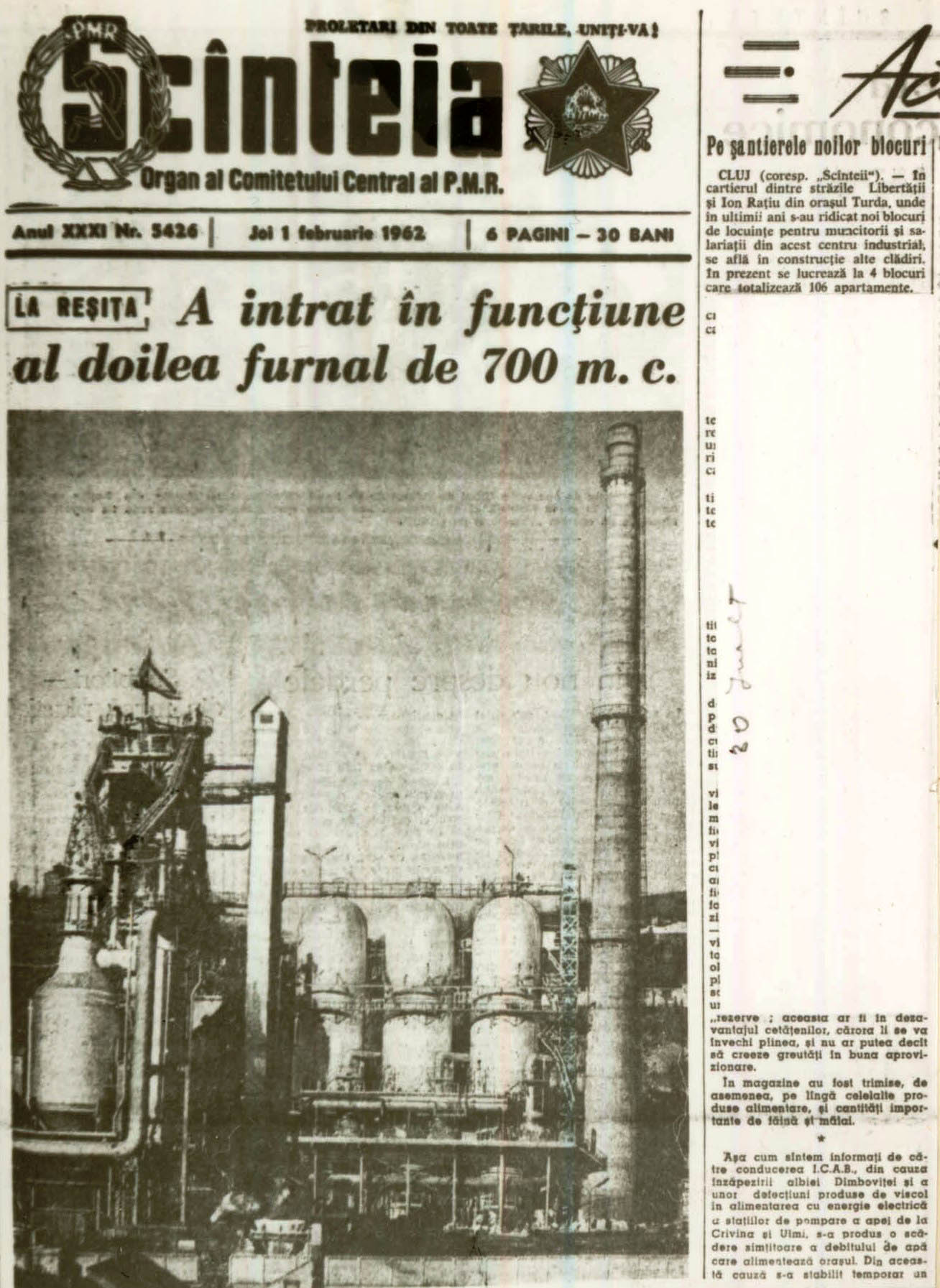
Reșița în ziarul Scânteia